# The 39 Steps (pel·lícula de 1959)
The 39 Steps és una pel·lícula britànica dirigida per Ralph Thomas, estrenada l'any 1959.

## Argument

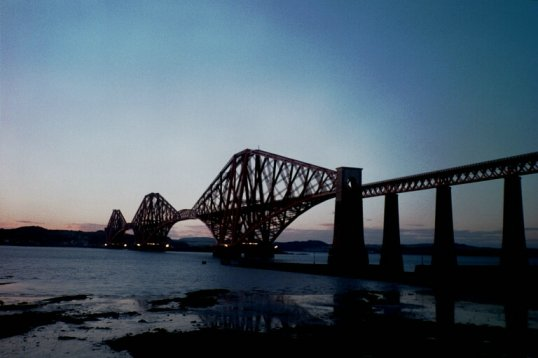
Pont del Forth, un dels llocs de rodatge de la pel·lícula

Segona adaptació de la novel·la de John Buchan, amb un to més còmic que l'anterior.
Richard Hannay és en un music-hall londinenc. De sobte, sona un tret i comença una baralla. Enmig del tumult, una noia espantada li pregunta si pot anar amb ell. Richard accedeix i la porta al seu apartament

## Repartiment
- Kenneth More: Richard Hannay
- Taina Elg: Fisher
- Brenda De Banzie: Nellie Lumsden
- Barry Jones: Professor Logan
- Reginald Beckwith: Lumsden
- Faith Brook: Nannie Richards
- Michael Goodliffe: Brown
- James Hayter: el Sr. Memory
- Duncan Lamont: Kennedy
- Jameson Clark: McDougal
- Andrew Cruickshank: xèrif
- Leslie Dwyer: Milkman
- Betty Henderson: la Sra. McDougal
- Joan Hickson: Miss Dobson
- Sid James: Perce

## Al voltant de la pel·lícula
- The 39 Steps  és un remake de la pel·lícula The 39 Steps d'Alfred Hitchcock.